# دریاچه تولوس
دریاچه تولوس (انگلیسی: Lake Tulos) یک دریاچه در جمهوری کارلیای کشور روسیه است.